# Бровко, Пётр Фёдорович
Бровко́ Пётр Фёдорович (род. 26 июня 1949, село Иваньково, Черниговская область, Украинская ССР) — советский и российский географ, общественный деятель, профессор Дальневосточного федерального университета (с 2011). Председатель Общества изучения Амурского края (2005—2015), заведующий кафедрой географии стран Азиатско-Тихоокеанского региона Дальневосточного государственного университета (1992—2011). Заслуженный географ Российской Федерации (2023). Доктор географических наук, профессор.

## Образование
В 1971 году окончил геофизический факультет Дальневосточного государственного университета. После окончания университета параллельно с работой на кафедре обучался в заочной аспирантуре МГУ имени М. В. Ломоносова, где его научным руководителем был член-корреспондент Академии наук СССР, профессор Андрей Петрович Капица. В 1979 году защитил кандидатскую диссертацию по теме «Формирование лагунных берегов Северного Сахалина» на географическом факультете МГУ имени М. В. Ломоносова. В 1990 году защитил докторскую диссертацию там же по теме «Эволюция лагун дальневосточных морей».

## Научно-педагогическая карьера
- с 1971 по 1982 — младший научный сотрудник, старший преподаватель кафедры физической географии ДВГУ
- с 1975 по 1990 — руководитель проблемной лаборатории по комплексному изучению и освоению шельфа ДВГУ
- с 1982 по 1990 — доцент кафедры морской геологии и геоморфологии ДВГУ
- с 1983 по 2015 — член Учёного совета Общества изучения Амурского края
- с 1990 по 2012 — научный руководитель Берегового исследовательского центра ДВГУ
- с 1992 по 2011 — организатор и заведующий кафедрой географии стран Азиатско-Тихоокеанского региона ДВГУ
- с 1994 по 2002 — профессор кафедры географии Сахалинского государственного университета, по совместительству (до 2016)
- с 1995 по 2018 — профессор Владивостокского филиала Российской таможенной академии
- с 1998 по 2005 — заместитель председателя Общества изучения Амурского края
- с 1999 по 2011 — заместитель директора по научной работе Института окружающей среды ДВГУ
- с 2005 по 2015 — председатель Приморского краевого отделения Русского географического общества — Общества изучения Амурского края
- с 2011 по 2020 — профессор кафедры географии и устойчивого развития геосистем ДВФУ
- с 2011 — руководитель магистерской программы по географии, аспирантской программы по геоморфологии и эволюционной географии в ДВФУ
- с 2011 по 2017 — член учёного совета Школы естественных наук ДВФУ
- с 2012 по 2021 — руководитель лаборатории прибрежно-морского природопользования Школы естественных наук ДВФУ
- с 2020 — профессор департамента наук о Земле ДВФУ

Председатель учебно-методического совета по образованию в области географии и гидрометеорологии при Дальневосточном региональном учебно-методическом центре высшего профессионального образования. Член рабочей группы «Морские берега» — общественной организации исследователей-береговиков России. Председатель секции береговедения Общества изучения Амурского края. Был членом трех диссертационных советов.
Читал специальные лекции в университетах США, КНДР, Вьетнама и других странах.

## Научные интересы и работы
Автор более 250 научных работ, в том числе 12 атласов, монографий и учебных пособий. За «Атлас береговой зоны Сахалина» (2002 год) в 2006 году получил Диплом Русского географического общества «За выдающиеся научные работы в области географии» (г. Санкт-Петербург).
Изучал морские побережья Вьетнама, США, Маврикия, КНДР, Японии и других стран. Разработал географическую концепцию эволюции лагун, которую защитил в виде докторской диссертации на географическом факультете Московского университета (1990). Провёл более 20 береговых и морских экспедиций на Сахалине, Курильских островах и прилегающем шельфе.

## Экспедиционная деятельность
Пётр Фёдорович участвовал и руководил многими экспедициями: более 23 береговых экспедиций на Дальнем Востоке РФ; 12 морских экспедиций в Тихом и Индийском океанах; географические экспедиции, путешествия и экскурсии в 26 странах Европы, Азии, Африки и Америки.

## Членство в научных и профессиональных сообществах
- 1968 — действительный член Русского географического общества
- 1996 — действительный член Академии политической науки
- 1997 — член-корреспондент Российской академии естественных наук
- 2004 — почётный академик Национальной академии туризма
- 2010 — действительный член Петровской академии наук и искусств
- 2012 — действительный член Ассоциации российских географов-обществоведов

## Звания и награды
- 1978 — нагрудный знак ЦК ВЛКСМ «Победителю социалистического соревнования»
- 1999 — почётная грамота Министерства образования Российской Федерации
- 2005 — звание «Почётный работник высшего профессионального образования РФ»
- 2009 — почётная грамота Русского географического общества «За большие заслуги перед географией и Русским географическим обществом»
- 2009 — медаль «За безупречный труд» Администрации г. Владивостока
- 2010 — памятный знак «150 лет Владивостоку»
- 2018 — благодарность Русского географического общества
- 2020 — лауреат Всероссийского конкурса «Золотые имена высшей школы» в номинации «За достижения в просветительской деятельности»
- 2023 — звание «Заслуженный географ Российской Федерации»[1]

## Увлечения
Пётр Фёдорович обладает необычной и, возможно, самой большой коллекцией водопадов — вернее, их изображений на фотографиях, марках, открытках, календарях, этикетках, банкнотах. Всего в коллекции, которая собирается с 1977 года, более 2 тысяч экспонатов.